# Nailly
Nailly és un municipi francès, situat al departament del Yonne i a la regió de Borgonya - Franc Comtat. L'any 2007 tenia 1.179 habitants.

## Demografia

### Població
El 2007 la població de fet de Nailly era de 1.179 persones. Hi havia 463 famílies, de les quals 93 eren unipersonals (35 homes vivint sols i 58 dones vivint soles), 154 parelles sense fills, 177 parelles amb fills i 39 famílies monoparentals amb fills.
La població ha evolucionat segons el següent gràfic:
Habitants censats

### Habitatges
El 2007 hi havia 573 habitatges, 464 eren l'habitatge principal de la família, 74 eren segones residències i 36 estaven desocupats. 553 eren cases i 17 eren apartaments. Dels 464 habitatges principals, 402 estaven ocupats pels seus propietaris, 58 estaven llogats i ocupats pels llogaters i 4 estaven cedits a títol gratuït; 4 tenien una cambra, 29 en tenien dues, 77 en tenien tres, 111 en tenien quatre i 243 en tenien cinc o més. 362 habitatges disposaven pel capbaix d'una plaça de pàrquing. A 176 habitatges hi havia un automòbil i a 266 n'hi havia dos o més.

### Piràmide de població
La piràmide de població per edats i sexe el 2009 era:
| Homes | Edats   | Dones |
| ----- | ------- | ----- |
| 0     | 95 o +  | 0     |
| 12    | 90 a 94 | 0     |
| 0     | 85 a 89 | 4     |
| 8     | 80 a 84 | 12    |
| 8     | 75 a 79 | 8     |
| 36    | 70 a 74 | 32    |
| 12    | 65 a 69 | 32    |
| 20    | 60 a 64 | 16    |
| 4     | 55 a 59 | 8     |
| 48    | 50 a 54 | 28    |
| 52    | 45 a 49 | 44    |
| 64    | 40 a 44 | 56    |
| 40    | 35 a 39 | 56    |
| 52    | 30 a 34 | 32    |
| 20    | 25 a 29 | 28    |
| 24    | 20 a 24 | 16    |
| 36    | 15 a 19 | 28    |
| 28    | 10 a 14 | 56    |
| 48    | 5 a 9   | 52    |
| 40    | 0 a 4   | 32    |

## Economia
El 2007 la població en edat de treballar era de 783 persones, 596 eren actives i 187 eren inactives. De les 596 persones actives 547 estaven ocupades (293 homes i 254 dones) i 49 estaven aturades (16 homes i 33 dones). De les 187 persones inactives 95 estaven jubilades, 64 estaven estudiant i 28 estaven classificades com a «altres inactius».

### Ingressos
El 2009 a Nailly hi havia 474 unitats fiscals que integraven 1.231 persones, la mediana anual d'ingressos fiscals per persona era de 20.757 €.

### Activitats econòmiques
Dels 42 establiments que hi havia el 2007, 2 eren d'empreses extractives, 3 d'empreses alimentàries, 1 d'una empresa de fabricació de material elèctric, 5 d'empreses de fabricació d'altres productes industrials, 11 d'empreses de construcció, 5 d'empreses de comerç i reparació d'automòbils, 2 d'empreses de transport, 1 d'una empresa d'hostatgeria i restauració, 2 d'empreses d'informació i comunicació, 2 d'empreses immobiliàries, 3 d'empreses de serveis, 4 d'entitats de l'administració pública i 1 d'una empresa classificada com a «altres activitats de serveis».
Dels 17 establiments de servei als particulars que hi havia el 2009, 3 eren tallers de reparació d'automòbils i de material agrícola, 1 autoescola, 3 paletes, 2 guixaires pintors, 1 fusteria, 4 electricistes, 1 perruqueria, 1 restaurant i 1 agència immobiliària.
Dels 3 establiments comercials que hi havia el 2009, 1 era una botiga de menys de 120 m², 1 una fleca i 1 una botiga de material de revestiment de parets i terra.
L'any 2000 a Nailly hi havia 14 explotacions agrícoles que ocupaven un total de 640 hectàrees.

## Equipaments sanitaris i escolars
El 2009 hi havia una escola elemental integrada dins d'un grup escolar amb les comunes properes formant una escola dispersa.

## Poblacions més properes
El següent diagrama mostra les poblacions més properes.